# Karim Rekik
Karim Rekik (Den Haag, 2 december 1994) is een Nederlands voetballer van Tunesische komaf die doorgaans als verdediger speelt. Hij verruilde Sevilla in juli 2023 voor Al-Jazira. Eerder speelde hij voor Manchester City, Portsmouth, Blackburn Rovers, PSV en Olympique Marseille. Met PSV werd hij in 2015 kampioen van Nederland. Rekik debuteerde in 2014 in het Nederlands elftal.

## Clubcarrière

### Manchester City
Rekik is een zoon van een Tunesische vader en een Nederlandse moeder. Hij begon in 1999 met voetballen in de jeugd bij SVV Scheveningen en werd in 2002 opgenomen in de jeugdopleiding van Feyenoord. In Rotterdam doorliep hij het Thorbecke VO. Hij stapte in de zomer van 2011 over van de jeugdopleiding van Feyenoord naar die van Manchester City. Daar debuteerde hij op 21 september 2011 in het eerste elftal, in een wedstrijd in het toernooi om de League Cup thuis tegen Birmingham City FC, als invaller voor Wayne Bridge. Ook in een duel in de vierde ronde tegen Wolverhampton Wanderers mocht hij invallen.
Op 22 maart 2012 werd hij voor een maand verhuurd aan Portsmouth, op dat moment actief in de Championship. Zijn verblijf werd verlengd tot het einde van het seizoen 2011/12. Hierna keerde hij terug naar Manchester City. Op 22 december 2012 debuteerde hij als jongste buitenlandse speler ooit voor Manchester City in de Premier League, thuis tegen Reading. Hij startte in de basiself en werd na 84 minuten vervangen door James Milner. Omdat hij niet veel speelminuten kreeg in de eerste helft van het seizoen 2012/13, werd hij in de tweede helft van dat seizoen verhuurd aan Blackburn Rovers, ook in de Championship.

### Verhuur aan PSV
Op 8 juli 2013 werd bekendgemaakt dat Rekik gedurende het seizoen 2013/14 op huurbasis actief zou zijn voor PSV. Hij kreeg het rugnummer 3 toegewezen. Dat seizoen speelde Rekik 25 competitieduels en speelde hij tweemaal in de Europa League. Hij vormde in Eindhoven samen met Jeffrey Bruma het hart van de verdediging. Hoewel PSV en Rekik de intentie hadden de verhuurperiode te verlengen, riep Manchester City de speler terug, waarna hij daar de hele voorbereiding meetrainde met het eerste elftal. Toen bleek dat hij in Manchester waarschijnlijk weinig aan spelen toe zou komen, keerde hij terug naar PSV, ondanks interesse van onder meer AC Milan en Olympique Marseille. Rekik sloot zich bij de ploeg aan na de eerste competitiewedstrijd tegen Willem II, maar kreeg in de tweede wedstrijd tegen NAC Breda weer de voorkeur boven Jorrit Hendrix. Net als in zijn eerste jaar bij PSV bleef hij het gehele seizoen basisspeler. Op 18 april 2015 vierde hij de winst van het landskampioenschap met de club. Na Rekiks tweede verhuurperiode maakte Marcel Brands namens PSV bekend de verdediger graag definitief over te willen nemen van Manchester City. Van een definitieve overstap zou het echter niet komen.

### Olympique Marseille
Rekik verliet Manchester City in juli 2015 definitief. Hij tekende een contract tot medio 2019 bij Olympique Marseille, de nummer vier van de Ligue 1 in het voorgaande seizoen. Hij maakte op zaterdag 8 augustus 2015 zijn competitiedebuut voor de Franse ploeg, die toen op eigen veld met 1–0 verloor van SM Caen. Rekik kwam in zijn eerste jaar bij Marseille regelmatig aan spelen toe onder coach Míchel. Dat was gedurende het seizoen 2016/17 onder Rudi García anders. Die gebruikte hem sporadisch en na de winterstop helemaal niet meer.

### Hertha BSC
Rekik tekende in juni 2017 een contract tot medio 2021 bij Hertha BSC, de nummer zes van de Bundesliga in het voorgaande seizoen. Dat betaalde circa € 2.500.000,- voor hem aan Marseille. Rekik werd weer basisspeler en speelde in zijn eerste seizoen 26 wedstrijden in de Bundesliga. Met Hertha bivakkeerde hij twee seizoenen in de middenmoot van Duitsland. Toen coach Pál Dárdai vertrok, daalde Rekik in de pikorde bij Hertha. De Duitse club wisselde in seizoen 2019/20 drie keer van trainer en na het aantreden van Alexander Nouri in februari 2020 kwam hij nog twee keer in actie.

### Sevilla
Rekik tekende op 5 oktober 2020 een contract tot medio 2025 bij Sevilla, de nummer vier van Spanje en winnaar van de Europa League in het voorgaande seizoen. Dat nam hem voor € 4.000.000,- over van Hertha BSC. Rekik diende bij de Spaanse club vooral als reservespeler. Hij mocht zo wel voor het eerst sinds zijn tijd bij PSV weer in de Champions League spelen. Rekik speelde in zijn drie jaar bij Sevilla 45 wedstrijden in de Primera División, waarvan 32 vanaf de aftrap. Hij won in 2022/23 zelf de Europa League met de Spaanse club. Hij mocht tijdens dat toernooi invallen in de halve finale tegen Juventus en in de finale tegen AS Roma.

## Clubstatistieken
| 2011/12                        | Manchester City     | Premier League   | 0   | 0 | 2  | 0 | —  | — | 2   | 0 |
| 2011/12                        | → Portsmouth        | Championship     | 8   | 0 | 0  | 0 | —  | — | 8   | 0 |
| 2012/13                        | Manchester City     | Premier League   | 1   | 0 | 0  | 0 | 0  | 0 | 1   | 0 |
| 2012/13                        | → Blackburn Rovers  | Championship     | 5   | 0 | 0  | 0 | —  | — | 5   | 0 |
| 2013/14                        | → PSV               | Eredivisie       | 25  | 1 | 0  | 0 | 6  | 0 | 31  | 1 |
| 2014/15                        | → PSV               | Eredivisie       | 29  | 1 | 1  | 0 | 8  | 0 | 38  | 1 |
| 2015/16                        | Olympique Marseille | Ligue 1          | 24  | 1 | 7  | 0 | 5  | 0 | 36  | 1 |
| 2016/17                        | Olympique Marseille | Ligue 1          | 10  | 0 | 2  | 0 | —  | — | 12  | 0 |
| 2017/18                        | Hertha BSC          | Bundesliga       | 26  | 2 | 2  | 0 | 3  | 0 | 31  | 2 |
| 2018/19                        | Hertha BSC          | Bundesliga       | 24  | 0 | 3  | 0 | —  | — | 27  | 0 |
| 2019/20                        | Hertha BSC          | Bundesliga       | 14  | 1 | 2  | 0 | —  | — | 16  | 1 |
| 2020/21                        | Hertha BSC          | Bundesliga       | 0   | 0 | 1  | 0 | —  | — | 1   | 0 |
| 2020/21                        | Sevilla             | Primera División | 11  | 0 | 7  | 0 | 4  | 0 | 22  | 0 |
| 2021/22                        | Sevilla             | Primera División | 18  | 0 | 3  | 0 | 5  | 0 | 26  | 0 |
| 2022/23                        | Sevilla             | Primera División | 16  | 1 | 3  | 0 | 3  | 0 | 22  | 1 |
| Totaal                         | Totaal              | Totaal           | 211 | 7 | 33 | 0 | 34 | 0 | 278 | 7 |
| Bijgewerkt op 13 augustus 2023 |                     |                  |     |   |    |   |    |   |     |   |

## Interlandcarrière
Met het Nederlands voetbalelftal onder 17 werd Rekik in 2011 Europees kampioen. In 2013 zei bondscoach Louis van Gaal, in de voorbereiding voor een vriendschappelijke interland tegen Portugal op 14 augustus, onder de indruk te zijn van de prestaties van Rekik. Hij werd echter niet opgenomen in de selectie voor de interland na overleg tussen Van Gaal en PSV-coach Phillip Cocu, naar aanleiding van liesklachten bij Rekik. Van Gaal zei echter verzekerd te zijn dat zijn tijd nog zou komen. Rekik meldde zich tevens af voor een vriendschappelijke wedstrijd tussen het Tsjechisch voetbalelftal onder 21 en Jong Oranje. Terence Kongolo werd in zijn plaats opgeroepen.
Op 21 augustus 2013 werd Rekik door Van Gaal opgeroepen voor twee wedstrijden in het kwalificatietoernooi voor het Wereldkampioenschap voetbal 2014, tegen Andorra en Estland. Ook de andere vaste waarde van de centrale verdediging van PSV, Jeffrey Bruma, werd geselecteerd. Onder leiding van Van Gaal maakte hij zijn officiële debuut voor Oranje op woensdag 5 maart 2014 in het Stade de France in Saint-Denis, waar Nederland met 2-0 verloor in de vriendschappelijke wedstrijd tegen Frankrijk. Andere debutanten namens Nederland in die wedstrijd waren Davy Klaassen (Ajax), Jean-Paul Boëtius (Feyenoord) en Quincy Promes (FC Twente). Rekik viel na 52 minuten in voor Daley Blind (Ajax).
Op 5 mei 2014 werd Rekik door Van Gaal opgeroepen voor een trainingsstage in Hoenderloo, ter voorbereiding op het wereldkampioenschap. Ook behoorde hij tot de voorselectie, die op 13 mei bekendgemaakt werd. Desondanks behoorde hij niet tot de definitieve WK-selectie, die Van Gaal op 31 mei bekendmaakte. Eén andere verdediger, Patrick van Aanholt (SBV Vitesse) viel ook af.
| Interlands van Karim Rekik voor Nederland | Interlands van Karim Rekik voor Nederland | Interlands van Karim Rekik voor Nederland | Interlands van Karim Rekik voor Nederland | Interlands van Karim Rekik voor Nederland | Interlands van Karim Rekik voor Nederland |
| №                                         | Datum                                     | Wedstrijd                                 | Uitslag                                   | Soort Wedstrijd                           | Goals                                     |
| Als speler van PSV                        | Als speler van PSV                        | Als speler van PSV                        | Als speler van PSV                        | Als speler van PSV                        | Als speler van PSV                        |
| ----------------------------------------- | ----------------------------------------- | ----------------------------------------- | ----------------------------------------- | ----------------------------------------- | ----------------------------------------- |
| 1.                                        | 5 maart 2014                              | Frankrijk – Nederland                     | 2 – 0                                     | Vriendschappelijk                         |                                           |
| Als speler van Hertha BSC                 |                                           |                                           |                                           |                                           |                                           |
| 2.                                        | 7 oktober 2017                            | Wit-Rusland – Nederland                   | 1 – 3                                     | Kwalificatie WK 2018                      |                                           |
| 3.                                        | 10 oktober 2017                           | Nederland – Zweden                        | 2 – 0                                     | Kwalificatie WK 2018                      |                                           |
| 4.                                        | 9 november 2017                           | Schotland – Nederland                     | 0 – 1                                     | Vriendschappelijk                         |                                           |

Bijgewerkt tot en met 15 december 2018

## Erelijst
| Competitie                   | Aantal | Jaren   |     |     |
| PSV                          | PSV    | PSV     | PSV | PSV |
| ---------------------------- | ------ | ------- | --- | --- |
| Eredivisie                   | 1x     | 2014/15 |     |     |
| Sevilla                      |        |         |     |     |
| UEFA Europa League           | 1x     | 2022/23 |     |     |
| UEFA–CONMEBOL Club Challenge | 1x     | 2023    |     |     |
| Nederland onder 17           |        |         |     |     |
| UEFA EK onder 17             | 1x     | 2011    |     |     |